# Sabine Schülting
Sabine Schülting (* 1965) ist eine deutsche Anglistin und Professorin für Englische Philologie an der FU Berlin.

## Leben
Von 1984 bis 1991 studierte sie Anglistik, Romanistik, Publizistik an der Universität Münster. Von 1992 bis 1995 absolvierte sie ein Promotionsstudium als Mitglied des Graduiertenkollegs Geschlechterdifferenz und Literatur an der Universität München. Von 1997 bis 2002 war sie wissenschaftliche Assistentin an der Universität Erfurt. Seit 2002 ist sie Professorin an der FU Berlin.
Schülting arbeitet im Bereich Cultural Studies, Gender Studies, englische Literatur und Kultur der Frühen Neuzeit und des 19. Jahrhunderts. In der Forschung setzte sie sich insbesondere mit dem Thema „Shylock in Germany: The Reception of Shakespeare’s "The Merchant of Venice" after 1945“ auseinander.
In den Jahren 2006 bis 2022 war sie Vorstandsmitglied der Deutschen Shakespeare-Gesellschaft. Mitte Juni 2024 forderte Schülting mit mehreren tausend weiteren Professoren und Dozenten den Rücktritt der Bildungs- und Forschungsministerin Bettina Stark-Watzinger aufgrund ihrer Erwägungen zur Sanktionierung von Hochschulangehörigen.

## Veröffentlichungen

### Monographien
- mit Zeno Ackermann: Precarious Figurations: Shylock on the German Stage, 1920-2010. De Gruyter, Berlin, 2019. ISBN 978-3-11-061793-1
- Dirt in Victorian Literature and Culture. Writing Materiality. Routledge Studies in Nineteenth-Century Literature, Routledge, New York, 2016. ISBN 978-1-138-93290-6
- Wilde Frauen, fremde Welten: Kolonisierungsgeschichten aus Amerika. Diss., Rowohlt, Reinbek bei Hamburg, 1997. ISBN 978-3-499-55580-0

### Herausgeberschaften
- mit Sabine Lucia Müller, Ralf Hertel (Hrsg.): Early Modern Encounters with the Islamic East: Performing Cultures (Transculturalisms, 1400-1700). Ashgate, Farnham / Burlington, VT, 2012. ISBN 978-1-4094-3850-2
- mit Zeno Ackermann: Shylock nach dem Holocaust: Zur Geschichte einer Erinnerungsfigur. Conditio Judaica 78. Walter de Gruyter, Berlin, New York, 2011. ISBN 978-3-11-025820-2
- Herausgeberin des Shakespeare Jahrbuch. Kamp, Bochum, 2006–2018; Kröner, Stuttgart, 2019–2022.
- mit Sabine L. Müller: Geschlechter-Revisionen: Zur Zukunft von Feminismus und Gender Studies in den Kultur- und Literaturwissenschaften, Kulturwissenschaftliche Gender Studies, Bd. 9, Helmer, Königstein, 2006. ISBN 3-89741-206-3
- mit Annegret Heitmann, Sigrid Nieberle, Barbara Schaff: Bi-Textualität: Inszenierungen des Paares. Geschlechterdifferenz und Literatur: Publikationen des Münchner Graduiertenkollegs, Bd. 12, Erich Schmidt Verlag, Berlin, 2001. ISBN 978-3-503-04991-2
- mit Fritz-Wilhelm Neumann: Anglistentag 1998 Erfurt. Proceedings, Wissenschaftlicher Verlag Tirer, Trier, 1999. ISBN 978-3-88476-377-3
- Mitherausgeberin: Genus: Gender in Modern Culture. Buchreihe, Rodopi, Amsterdam, 2004–2010.